# Wille Riekkinen
Vilho (Wille) Heimo Juhani Riekkinen, född 21 juli 1946 i Varpaisjärvi, är en finländsk teolog och biskop emeritus i Kuopio stift inom Evangelisk-lutherska kyrkan i Finland.
Riekkinen blev färdig teologie kandidat år 1971 och prästvigdes året därpå. Teologie doktor blev han år 1980. Före sin biskopstid verkade Riekkinen bland annat som församlingspastor i Puolanka, Tuusniemi och Kuopio. Utöver detta har verkat som biträdande professor i exegetik vid Helsingfors universitet. Han tjänstgjorde som biskop i Kuopio stift åren 1996–2012, varpå han efterträddes av Jari Jolkkonen.

## Utmärkelser
- Fångvårdens förtjänstkors[1]
- Kommendörstecknet av Finlands Vita Ros’ orden[2]
- Kommendör av Konstantin den stores orden[2]

[Redigera Wikidata]